# ولادیمیر پوچکوف
ولادیمیر پوچکوف (روسی: Владимир Андреевич Пучков؛ زادهٔ ۱ ژانویهٔ ۱۹۵۹) یک سیاست‌مدار اهل روسیه است.